# Liste der Nummer-eins-Hits in Italien (1963)
Diese Liste der Nummer-eins-Hits basiert auf den Charts des italienischen Musikmagazins Musica e dischi im Jahr 1963. Es gab in diesem Jahr 15 Nummer-eins-Singles.

## Singles
| ← 1962 ← | Liste der Nummer-eins-Hits in Italien (M&D) | Liste der Nummer-eins-Hits in Italien (M&D) | Liste der Nummer-eins-Hits in Italien (M&D)                | 1964 → |
| \| Zeitraum \| Wo. ges. \| Interpret \| Titel Autor(en) \| Zusätzliche Informationen \| \| (Zeitraum, Wochen auf Platz eins, Interpret, Titel, Autor[en], zusätzliche Informationen) \| \| \| \| \| \| ----------------------------------------------------------------------------------------- \| -------- \| ----------------- \| ---------------------------------------------------------- \| ------------------------------------------------------------------------------------------------------------------------------------------------------------------------------------------------------------------------ \| \| 49. Woche 1962 – 3. Woche 1963 7 Wochen (insgesamt 9) \| 9 \| Pat Boone \| Speedy Gonzales Buddy Kaye, David Hill, Ethel Lee \| Auch die Coverversion von Peppino Di Capri war sehr erfolgreich. \| \| 4. Woche 1 Woche (insgesamt 4) \| 4 \| Adriano Celentano \| Pregherò Ricky Gianco, Detto Mariano, Don Backy \| Mit einer Coverversion des Liedes Stand by Me von Ben E. King gelang Celentano ein Nummer-eins-Hit; allerdings wurden die ursprünglichen Autoren (King und Leiber/Stoller) auf der Singleveröffentlichung nicht genannt. \| \| 5.–6. Woche 2 Wochen \| 2 \| Peppino di Capri \| Addio mondo crudele Gloria Shayne, Umberto Bertini \| – \| \| 7. Woche 1 Woche \| 1 \| Petula Clark \| Chariot Del Roma, J. W. Stole \| – \| \| 8. Woche 1 Woche \| 1 \| Betty Curtis \| Chariot Del Roma, J. W. Stole \| Die Coverversion war nahezu zeitgleich mit dem Original ein großer Erfolg. \| \| 9.–12. Woche 4 Wochen \| 4 \| Tony Renis \| Uno per tutte Tony Renis, Mogol \| Zusammen mit Emilio Pericoli gewann Renis mit diesem Lied das Sanremo-Festival 1963. Pericoli präsentierte es später auch beim Eurovision Song Contest 1963. \| \| 13.–18. Woche 6 Wochen \| 6 \| Rita Pavone \| Come te non c’è nessuno Franco Migliacci, Oreste Vassallo \| – \| \| 19.–23. Woche 5 Wochen \| 5 \| Adriano Celentano \| Il tangaccio Gianni Marchetti, Miki Del Prete, Mogol \| – \| \| 24.–27. Woche 4 Wochen \| 4 \| Rita Pavone \| Il ballo del mattone Dino Verde, Bruno Canfora \| Die B-Seite von Cuore konnte noch vor der A-Seite die Chartspitze erreichen. \| \| 28.–34. Woche 7 Wochen \| 7 \| Rita Pavone \| Cuore Carlo Rossi, Barry Mann, Cynthia Weil \| – \| \| 35.–37. Woche 3 Wochen \| 3 \| Gino Paoli \| Sapore di sale Gino Paoli \| Das Lied erreichte beim Wettbewerb Cantagiro in diesem Jahr den dritten Platz. \| \| 38.–44. Woche 7 Wochen \| 7 \| Michele \| Se mi vuoi lasciare Gian Piero Reverberi, Rosario Leva \| Beim Cantagiro gewann das Lied in der Newcomer-Kategorie. \| \| 45.–49. Woche 5 Wochen \| 5 \| Adriano Celentano \| Sabato triste Miki Del Prete, Don Backy, Adriano Celentano \| – \| \| 50.–51. Woche 2 Wochen (insgesamt 5) \| 5 \| Edoardo Vianello \| O mio Signore Edoardo Vianello, Mogol \| – \| \| 52. Woche 1963 – 1. Woche 1964 2 Wochen \| 2 \| Jimmy Fontana \| Non te ne andare Jimmy Fontana, Gianni Meccia, Lilli Greco \| – \| |                                             |                                             |                                                            | |
| ← 1962 |                                             |                                             |                                                            | → 1964 → |
| Zeitraum | Wo. ges.                                    | Interpret                                   | Titel Autor(en)                                            | Zusätzliche Informationen |
| (Zeitraum, Wochen auf Platz eins, Interpret, Titel, Autor[en], zusätzliche Informationen) |                                             |                                             |                                                            | |
| 49. Woche 1962 – 3. Woche 1963 7 Wochen (insgesamt 9) | 9                                           | Pat Boone                                   | Speedy Gonzales Buddy Kaye, David Hill, Ethel Lee          | Auch die Coverversion von Peppino Di Capri war sehr erfolgreich. |
| 4. Woche 1 Woche (insgesamt 4) | 4                                           | Adriano Celentano                           | Pregherò Ricky Gianco, Detto Mariano, Don Backy            | Mit einer Coverversion des Liedes Stand by Me von Ben E. King gelang Celentano ein Nummer-eins-Hit; allerdings wurden die ursprünglichen Autoren (King und Leiber/Stoller) auf der Singleveröffentlichung nicht genannt. |
| 5.–6. Woche 2 Wochen | 2                                           | Peppino di Capri                            | Addio mondo crudele Gloria Shayne, Umberto Bertini         | – |
| 7. Woche 1 Woche | 1                                           | Petula Clark                                | Chariot Del Roma, J. W. Stole                              | – |
| 8. Woche 1 Woche | 1                                           | Betty Curtis                                | Chariot Del Roma, J. W. Stole                              | Die Coverversion war nahezu zeitgleich mit dem Original ein großer Erfolg. |
| 9.–12. Woche 4 Wochen | 4                                           | Tony Renis                                  | Uno per tutte Tony Renis, Mogol                            | Zusammen mit Emilio Pericoli gewann Renis mit diesem Lied das Sanremo-Festival 1963. Pericoli präsentierte es später auch beim Eurovision Song Contest 1963.                                                             |
| 13.–18. Woche 6 Wochen | 6                                           | Rita Pavone                                 | Come te non c’è nessuno Franco Migliacci, Oreste Vassallo  | – |
| 19.–23. Woche 5 Wochen | 5                                           | Adriano Celentano                           | Il tangaccio Gianni Marchetti, Miki Del Prete, Mogol       | – |
| 24.–27. Woche 4 Wochen | 4                                           | Rita Pavone                                 | Il ballo del mattone Dino Verde, Bruno Canfora             | Die B-Seite von Cuore konnte noch vor der A-Seite die Chartspitze erreichen. |
| 28.–34. Woche 7 Wochen | 7                                           | Rita Pavone                                 | Cuore Carlo Rossi, Barry Mann, Cynthia Weil                | – |
| 35.–37. Woche 3 Wochen | 3                                           | Gino Paoli                                  | Sapore di sale Gino Paoli                                  | Das Lied erreichte beim Wettbewerb Cantagiro in diesem Jahr den dritten Platz. |
| 38.–44. Woche 7 Wochen | 7                                           | Michele                                     | Se mi vuoi lasciare Gian Piero Reverberi, Rosario Leva     | Beim Cantagiro gewann das Lied in der Newcomer-Kategorie. |
| 45.–49. Woche 5 Wochen | 5                                           | Adriano Celentano                           | Sabato triste Miki Del Prete, Don Backy, Adriano Celentano | – |
| 50.–51. Woche 2 Wochen (insgesamt 5) | 5                                           | Edoardo Vianello                            | O mio Signore Edoardo Vianello, Mogol                      | – |
| 52. Woche 1963 – 1. Woche 1964 2 Wochen | 2                                           | Jimmy Fontana                               | Non te ne andare Jimmy Fontana, Gianni Meccia, Lilli Greco | – |

## Jahreshitparade
| ← 1962 ← | Liste der Nummer-eins-Hits in Italien (M&D)                                                 | Liste der Nummer-eins-Hits in Italien (M&D) | Liste der Nummer-eins-Hits in Italien (M&D) | 1964 →   |
| \| Position# \| Singles \| \| --------- \| ------------------------------------------------------------------------------------------- \| \| 1 \| Quelli della mia età Françoise Hardy Françoise Hardy, Roger Gustave Samyn, Vito Pallavicini \| \| 2 \| Hey Paula Paul & Paula Ray Hildebrand \| \| 3 \| Come te non c’è nessuno Rita Pavone Franco Migliacci, Oreste Vassallo \| \| 4 \| Cuore Rita Pavone Carlo Rossi, Barry Mann, Cynthia Weil \| \| 5 \| Se mi vuoi lasciare Michele Gian Piero Reverberi, Rosario Leva \| \| 6 \| Il tangaccio Adriano Celentano Gianni Marchetti, Miki Del Prete, Mogol \| \| 7 \| Baci Remo Germani Bobby Darin, Salvatore Palomba \| \| 8 \| I tuoi capricci Neil Sedaka Franco Migliacci, Luis Enriquez \| \| 9 \| Sabato triste Adriano Celentano Miki Del Prete, Don Backy, Adriano Celentano \| \| 10 \| Giovane giovane Pino Donaggio Alberto Testa, Pino Donaggio \| |                                                                                             |                                             |                                             |          |
| ← 1962 |                                                                                             |                                             |                                             | → 1964 → |
| Position# | Singles                                                                                     |                                             |                                             |          |
| 1 | Quelli della mia età Françoise Hardy Françoise Hardy, Roger Gustave Samyn, Vito Pallavicini |                                             |                                             |          |
| 2 | Hey Paula Paul & Paula Ray Hildebrand                                                       |                                             |                                             |          |
| 3 | Come te non c’è nessuno Rita Pavone Franco Migliacci, Oreste Vassallo                       |                                             |                                             |          |
| 4 | Cuore Rita Pavone Carlo Rossi, Barry Mann, Cynthia Weil                                     |                                             |                                             |          |
| 5 | Se mi vuoi lasciare Michele Gian Piero Reverberi, Rosario Leva                              |                                             |                                             |          |
| 6 | Il tangaccio Adriano Celentano Gianni Marchetti, Miki Del Prete, Mogol                      |                                             |                                             |          |
| 7 | Baci Remo Germani Bobby Darin, Salvatore Palomba                                            |                                             |                                             |          |
| 8 | I tuoi capricci Neil Sedaka Franco Migliacci, Luis Enriquez                                 |                                             |                                             |          |
| 9 | Sabato triste Adriano Celentano Miki Del Prete, Don Backy, Adriano Celentano                |                                             |                                             |          |
| 10 | Giovane giovane Pino Donaggio Alberto Testa, Pino Donaggio                                  |                                             |                                             |          |